# ویلیام زینسر
ویلیام زینسر (انگلیسی: William Zinsser؛ ۷ اکتبر ۱۹۲۲ – ۱۲ مه ۲۰۱۵) نویسنده، ویراستار، روزنامه‌نگار «نیویورک هرالد تریبیون» و معلم و منتقد ادبی اهل ایالات متحده آمریکا بود.
او دانش‌آموختهٔ دانشگاه پرینستون و استاد رشتهٔ نویسندگی در دانشگاه ییل بود.
از فیلم‌ها یا مجموعه‌های تلویزیونی که وی در آن‌ها نقش داشته است& می‌توان به خاطرات استارداست اشاره نمود.